# Sydpipistrell
Sydpipistrell, tidigare i Sverige, och fortfarande i Finland pipistrell (Pipistrellus pipistrellus), fladdermusart i familjen läderlappar (Vespertilionidae).

## Utseende
Den är mycket lik dvärgpipistrellen, vilken den också räknades till tidigare. Tillsammans med dvärgpipistrellen är den Europas minsta fladdermusart med en vingbredd upp till 25 centimeter, kroppslängd (huvud och bål) mellan 3,5 och 4,5 centimeter och vikt upp till 8 gram. Pälsen är rödbrun på ovansidan och ljusgrå under. Enligt mätningar från norra Afrika har arten en 2,9 till 3,4 cm lång svans, 2,8 till 3,4 cm långa underarmar, 0,6 till 0,7 cm långa bakfötter och 0,7 till 1,1 cm stora öron.
Håren som bildar pälsen är på ovan- och undersidan tvåfärgade med ett mörkbrunt avsnitt nära roten. Det mörka avsnittet kan utgöra upp till ¾ delar av hela hårets längd. I ansiktet kring ögonen och nosen förekommer ett naket mörkbrunt område och dessutom är öronen mörkbruna. Sydpipistrell har mörkbruna vingar och en mörkbrun svansflyghud. Sällsynt förekommer en ljus kant vid bakre vingarna. Tanduppsättningen består i överkäken per sida av två framtänder, en hörntand, två premolarer och tre molarer. I underkäken finns ytterligare en framtand per sida, alltså 34 tänder i hela tanduppsättningen. I överkäken har de inre framtänderna två knölar på toppen och alla övre framtänder är ungefär lika stora. Det finns en liten klaff mellan hörntanden och den första premolaren.

## Ekologi
Sydpipistrellen jagar strax efter solnedgången och framåt. Flykten är snabb med tvära kast. Födan består huvudsakligen av tvåvingar (myggor, flugor) och fjärilar. Under flykten ger den ifrån sig ett hörbart, tickande läte.  Det egentliga ekolokalisationslätet har dock en huvudfrekvens (den frekvens vid vilken lätet är starkast) på 46 kHz och är ohörbart för människan. Det totala frekvensintervallet ligger mellan 46 och 76 kHz, och medelpulslängden är 4,8 ms.
Arten vilar under sommaren främst i byggnader och ibland i träd. Honorna sitter där tätt intill varandra. Under den kalla årstiden används dessutom sprickor i murar, grottor, bergssprickor och trädens håligheter som viloplats. Exemplar som tillhör samma flock har en liknande kroppslukt som skiljer sig från andra flockars lukt. Honor med ungar bildar egna flockar eller kolonier som är skilda från de könsmogna hannarna. Dessa grupper har vanligen 25 till 50 medlemmar, ibland så mycket som omkring 200 individer. Även antalet individer i vintergömstället kan variera. Oftast registreras ensamma djur eller små flockar. Sällan ockuperar upp till 45 000 exemplar en grotta.
Sydpipistrell stannar vanligen i samma område men ibland vandrar en individ upp till 1 123 km.

## Utbredning
Sydpipistrellen finns i större delen av Europa (utom norra Skandinavien), Nordafrika, Israel, Iran, Pakistan, delar av Indien samt, i en isolerad population, sydöstra Kina och Taiwan.
I Sverige förekommer den dock mycket sparsamt. Den hittades första gången vid Ottenby på Öland. 2004 lokaliserades en koloni på ungefär 25 individer vid Mönsterås i Småland. Det är hittills den enda koloni man funnit i Sverige, men man misstänker att ytterligare en koloni finns i västra Blekinge. Utöver dessa observationer har enstaka fynd även gjorts i Västergötland, på Öland och Gotland samt i Skåne. Man uppskattar (2015) den svenska populationen till mellan 25 och 100 individer.
I Finland betecknas arten som "regelbunden vandrare, slumpmässig vandrare", men inga säkra observationer har gjorts i landet.
2010 rödlistades sydpipistrellen som akut hotad ("CR") i Sverige. Klassificeringen upprepades 2015, men ändrades 2020 till sårbar ("VU").

## Namnstandard
År 2000 delades arten upp i två, dvärgpipistrell (Pipistrellus pygmaeus) och pipistrell. Båda arterna är snarlika; dvärgpipistrell är emellertid mycket vanligare i Sverige, där den är allmänt förekommande i södra delarna av landet upp till Dalälven och Gästriklands kust. Främsta skillnaden mellan arterna är ekolokalisationslätet; medan sydpipistrellens huvudfrekvens ligger på 46 kHz, så är dvärgpipistrellens huvudfrekvens 53 kHz.